# Programma Living With a Star

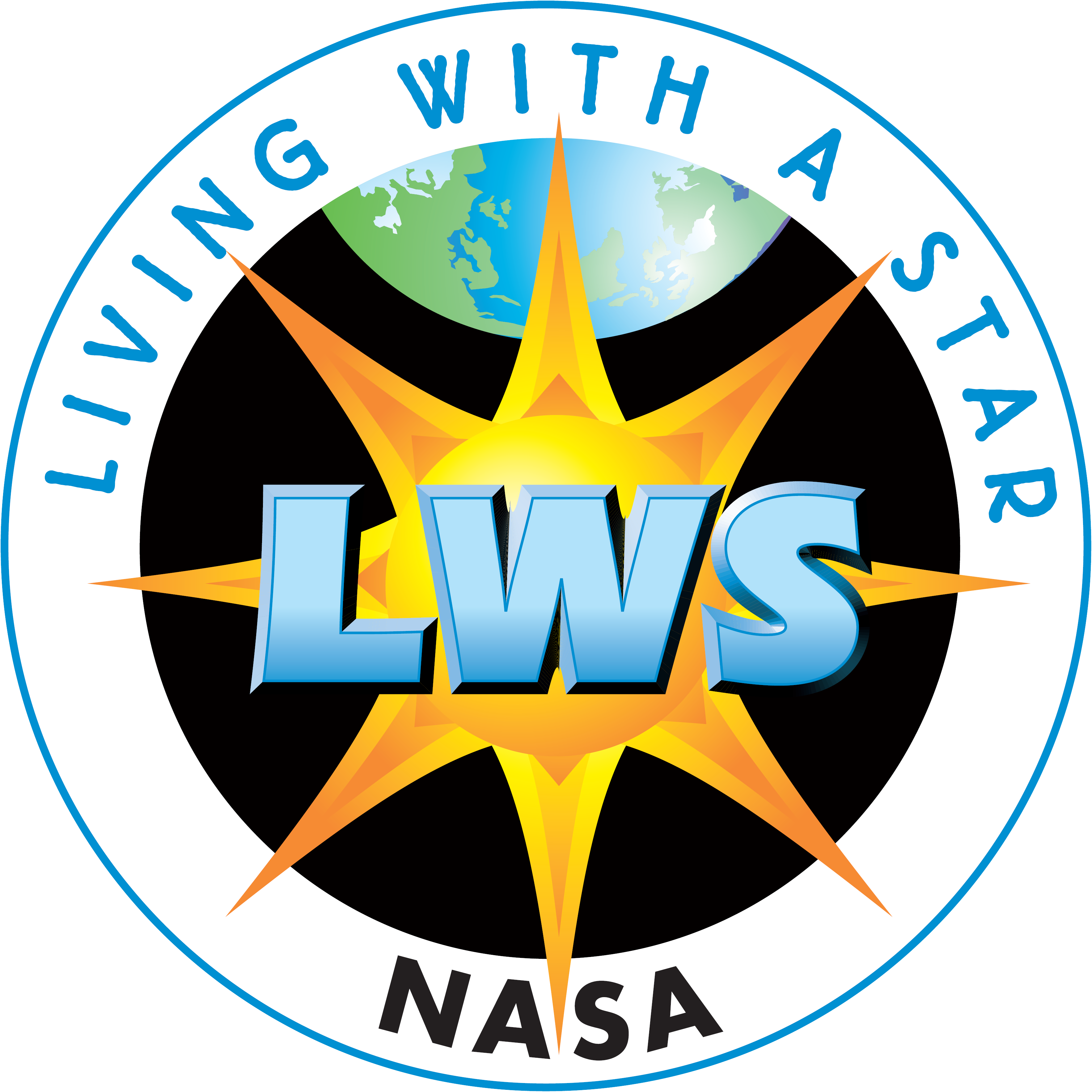
Il logo del programma Living With a Star.

Il Programma Living With a Star (LWS) è un programma scientifico finanziato dalla NASA volto a studiare quegli aspetti del sistema connesso Sole-Terra che influenzano direttamente la vita e la società umana.

## Scopi e struttura
Avviato nel 2001, il programma è gestito dalla Divisione Eliofisica del direttorato NASA delle missioni scientifiche ed è un'iniziativa trasversale che si pone traguardi e obbiettivi rilevanti sia dal punto di vista dell'esplorazione spaziale che da quello delle cosiddette "cinque imprese strategiche" della NASA, ossia:
- Aeronautica - LWS indaga sugli aspetti delle fasce di radiazioni che circondano la Terra, ossia le fasce di Van Allen, utili alla progettazione di sottosistemi elettronici sicuri da utilizzare in sistemi di trasporto aereo e spaziale;

- Ricerca biologica e fisica - LWS indaga sulle radiazioni nell'ambiente esterno alla magnetosfera terrestre, compiendo studi utili alla progettazione di futuri viaggi con equipaggio nello spazio interplanetario;

- Scienze della Terra - LWS migliora la nostra comprensione degli effetti delle variazioni solari sul clima terrestre;

- Sistemi di esplorazione e volo spaziale - LWS sviluppa la conoscenza necessaria alla previsione di tempeste solari che potrebbero mettere a rischio la sicurezza sia di esseri umani che di satelliti nello spazio;

- Scienze spaziali - LWS quantifica i processi fisici, le dinamiche e il comportamento del sistema Sole-Terra lungo un ciclo solare di undici anni.

Il Programma LWS è composto da tre macrocomponenti: un programma di ricerche scientifiche svolte su piattaforme spaziali volte a studiare le differenti regioni del Sole, dello spazio interplanetario e del geospazio; un programma di scienza applicata denominato Space Environment Testbeds (SET) volto a testare i protocolli e i componenti da utilizzare; un programma di ricerca volto allo sviluppo di tecnologie mirate (TR&T).

## Componente spaziale

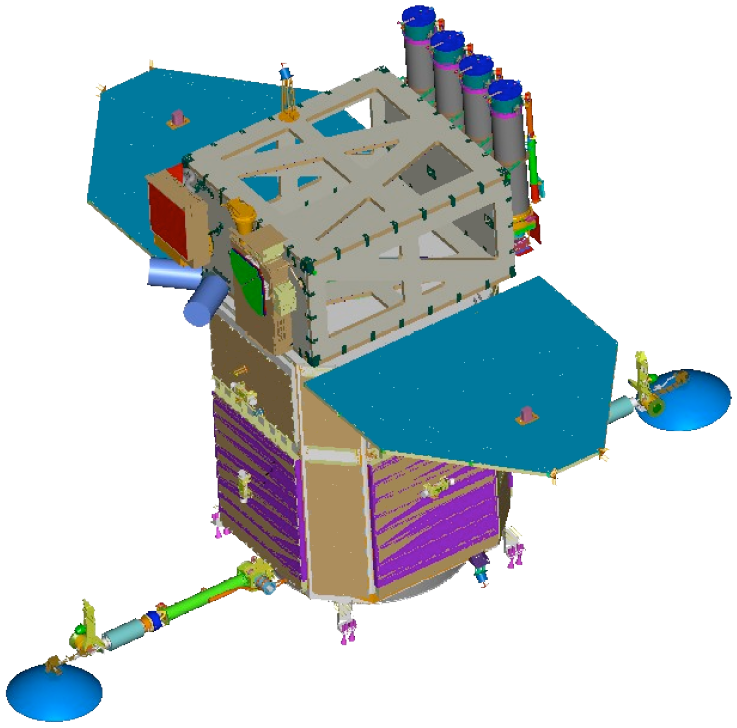
La sonda Solar Dynamics Observatory.

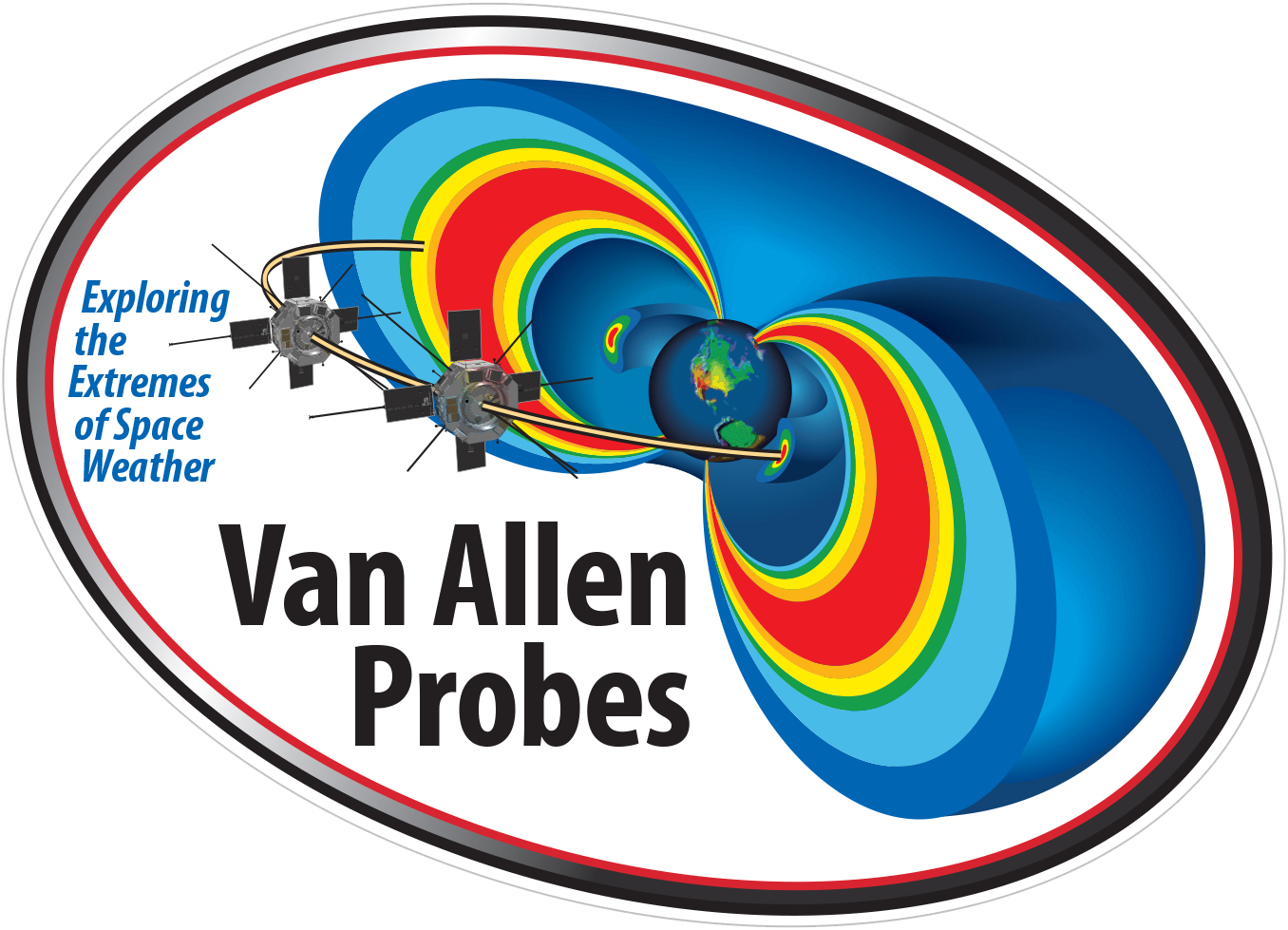
Il logo della missione Van Allen Probes.

Nel 2010 e nel 2012 sono state lanciate le prime due missioni: la Solar Dynamics Observatory (SDO), partita l'11 febbraio 2010 e la Van Allen Probes (al momento del lancio chiamata ancora Radiation Belt Storm Probes, RBSP), partita il 30 agosto 2012. Nel 2013 ha poi preso il via la missione Balloon Array for Radiation-belt Relativistic Electron Losses (BARREL) che ha visto il lancio di una serie di palloni sonda di alta quota dal 2013 al 2016 ed è, finora, la prima missione conclusa del programma. Nel luglio 2018 è previsto il lancio della sonda Parker Solar Probe, mentre la missione Solar Orbiter Collaboration (SOC) è programmata per partire nel febbraio 2019.
Nell'aprile del 2018 è poi programmata la partenza della missione del satellite Demonstration and Science Experiments (DSX) dell'Air Force Research Laboratory che il primo degli esperimenti SET, il SET-1.

## Space Environment Testbeds
Il progetto SET utilizza dati esistenti e dati ricavati dagli esperimenti spaziali, come il già citato SET-1, o terrestri per ottenere i seguenti scopi:
- Definire i meccanismi degli effetti dell'esposizione all'ambiente spaziale;

- Aumentare le conoscenza dell'ambiente spaziale e dei suoi effetti sulle navette spaziali e il loro carico;

- Migliorare le linee guida dei progetti e delle operazioni e testare i protocolli così da ridurre anomalie e problemi dovuti all'effetto dell'ambiente sui veicoli spaziali.

La missione NASA Space Environment Testbeds (SET), programmata per il lancio il 24 giugno 2019 su un razzo Falcon di Space-X, ha lo scopo di studiare le condizioni meteorologiche all'interno del sistema solare e l'influenza delle radiazioni sui satelliti ed i veicoli spaziali.

## Ricerca e tecnologia mirata
Nel 2001, con l'inizio del Programma Living With a Star, si sono venute a creare nuove opportunità per lo sviluppo di un programma di ricerca sistematico focalizzato su quegli aspetti del sistema Sole-Terra che più influenzano la vita e la società terrestre. Per fornire un immediato progresso nel raggiungimento degli scopi del Programma LWS è quindi stata sviluppata la sua componente denominata Targeted Research and Technology (TR&T). Attraverso tale iniziativa sono dunque stati istituiti assegni di ricerca e gruppi scientifici tematici con lo scopo di sviluppare una comprensione multidisciplinare e completa di come il Sole vari e di come la Terra e i pianeti rispondano a tali variazioni. Tra i temi su cui si focalizzano i suddetti gruppi scientifici vi sono: il ruolo delle variazioni solari sul clima e sulla chimica stratosferica, le perturbazioni e i scintillamenti ionosferici, la composizione e la densità della termosfera, le correnti indotte geomagneticamente, le particelle energetiche nella magnetosfera e nell'atmosfera, la radiazione associata con eventi esplosivi sul Sole.